# Tiroteos de Mediodía-Pirineos de 2012
Los tiroteos de Mediodía-Pirineos de 2012 designan una serie de tres tiroteos ocurridos en marzo de 2012 contra militares franceses en activo y posteriormente un adulto y tres niños de una escuela judía, que fueron perpetrados en las ciudades de Montauban y Toulouse, en la región francesa de Mediodía-Pirineos. En total siete personas resultaron muertas, además del perpetrador, y cinco fueron heridas, de estas cuatro de gravedad. La policía identificó a Mohammed Merah como el responsable de los tiroteos, quien era un hombre de 23 años, ciudadano francés de origen argelino y que declaró estar relacionado con el grupo terrorista Al Qaeda, aunque esto aún no ha sido demostrado. Después de que la policía cercase su vivienda por alrededor de 30 horas, el 22 de marzo, Mohamed Merah fue disparado y muerto tras un enfrentamiento con la unidad de élite de la policía francesa, RAID.
El procedimiento fue el mismo en los tres casos: un hombre en scooter asesina a sus víctimas con una pistola semiautomática de calibre .45 (11,43 mm) y otra de 9 mm. El análisis balístico mostró que una de las armas utilizadas era la misma en los tres casos.

## Cronología

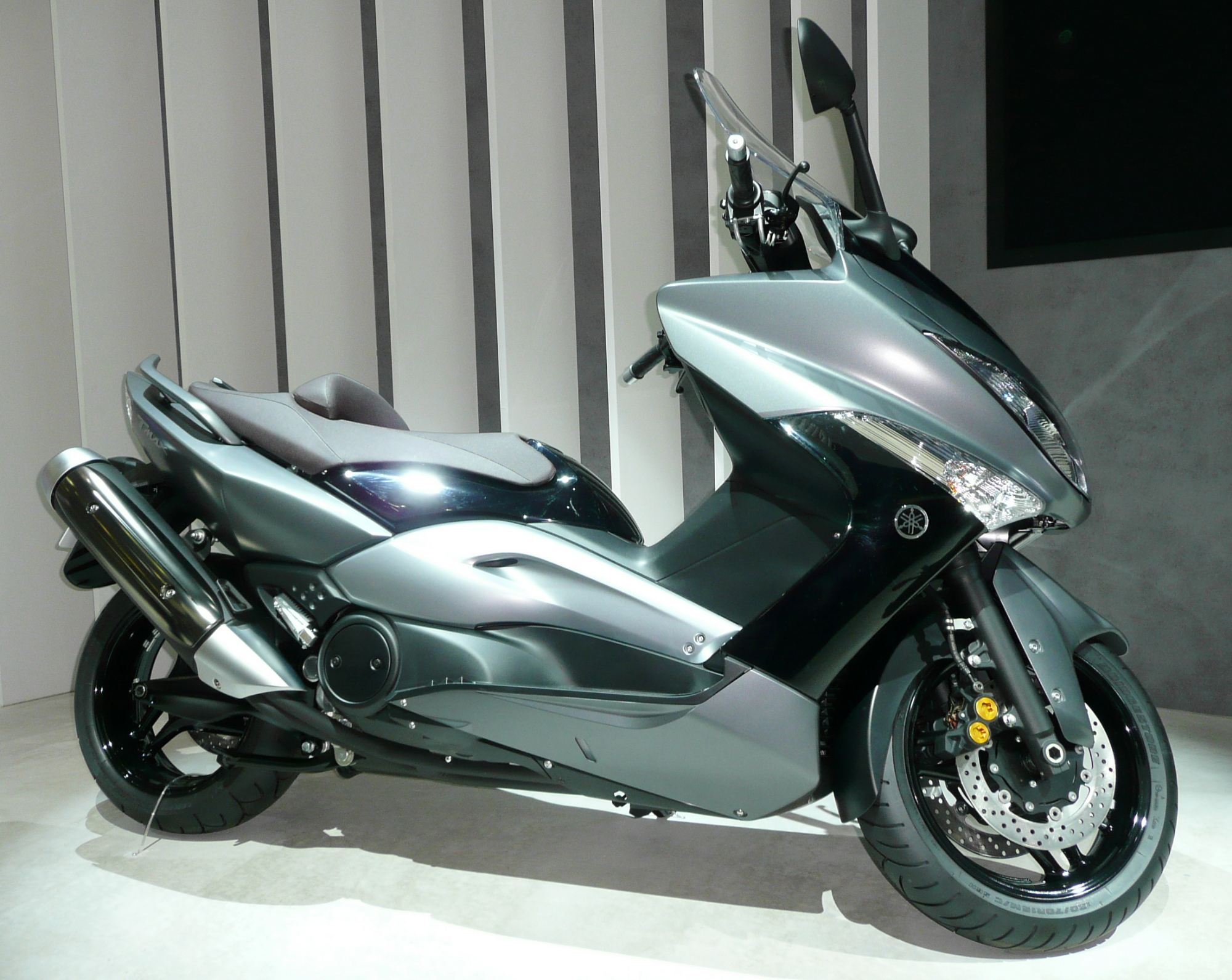
El modelo de scooter del asesino, una Yamaha TMAX, según los testigos.

### 11 de marzo
El 11 de marzo el sargento jefe Imad Ibn-Ziaten del 1ºer regimiento de paracaidistas fue contactado por el asesino por un anuncio de venta de una moto que había publicado en una página web. Fue abatido en el lugar en que se había planificado el encuentro, un parque en el barrio de Montaudran en Toulouse, con un arma de calibre .45.

### 15 de marzo
El 15 de marzo de 2012, dos militares, Abel Chennout (24 años) y Muhammad Legouad (28 años), fueron asesinados y un tercero, Loïc Liber (28 años) fue herido de gravedad al salir del cuartel de Montauban. Los tres pertenecían al 17.º regimiento de ingenieros paracaidistas. Se encontraron en el lugar del crimen 13 casquillos de calibre .45 similares a los del primer crimen. El asesino emprendió la huida en scooter. Se habló de una posible motivación racista: las dos víctimas mortales eran de origen magrebí y el herido era antillano.

### 19 de marzo
El 19 de marzo se produjo un nuevo tiroteo, esta vez en la escuela judía Ozar Hatorah de Toulouse a las 8 horas. Un hombre con una cámara ajustada al pecho mató a cuatro personas: Jonathan Sandler, un rabino franco-israelí de 30 años que impartía clases en el colegio, sus dos hijos, Gabriel (4 años) y Aryeh (5 años), y la hija del director del colegio Myriam Monsonego (7 años). Asimismo, hirió a un joven de 17 años. Huyó en scooter. Primero había empleado un arma, posiblemente de 9 mm, en el exterior del centro y esta se había encasquillado. Entró al centro y empleó una segunda arma, de calibre .45.

### 21 de marzo
En la madrugada del 21 de marzo, el sospechoso se atrincheró en un apartamento de un barrio de la periferia de Toulouse. Una unidad de élite de la policía francesa, el RAID, rodeó la vivienda desde las tres de la mañana e intentó negociar su rendición, sin éxito. Durante la mañana, el presunto asesino mostró su intención de entregarse por la tarde, pero no hubo avances.
El sospechoso, Mohamed Merah, de 23 años de edad y nacionalidad francesa de origen argelino, era conocido como un delincuente común, chapista de profesión. Se cree que tiene relación con grupos salafistas, islámicos radiciales, y con la red terrorista Al-Qaeda.

### 22 de marzo, asalto y final
El presunto “asesino de la moto” está muerto, Mohammed Merah. El ministro francés del Interior, Claude Guéant, ha señalado que ha fallecido al arrojarse por una ventana, al verse acorralado. Fuentes policiales dicen que murió por los disparos de los agentes, cuando intentaba huir por el balcón. Al parecer, llevaba puesto un chaleco antibalas.
El asalto a su vivienda, en Toulouse, comenzó a media mañana. La unidad de élite de la policía francesa RAID y el sospechoso protagonizaron un “violento” tiroteo.
Los agentes entraron en el piso donde residía a Mohammed Merah (10 de octubre de 1988 - 22 de marzo de 2012), un francés de 23 años, de origen argelino, e intentaron detenerlo, después de que éste pasara más de 32 horas atrincherado. Estaba escondido en el cuarto de baño. En la refriega quedaron heridos dos miembros de la policía francesa. El sospechoso murió en el tiroteo a causa de un disparo en la cabeza.

## Filmaciones
Mohammed Merah tuvo la sangre fría de grabar cómo mataba a sus siete víctimas. Incluso dijo a la policía dónde se encontraba la cámara: dentro de una mochila en un coche en el que escondía explosivos y así el fiscal general de París, Francois Molins pudo ver lo increíble:
“En los vídeos que grabó, que son absolutamente explícitos, hemos visto la cita que mantuvo con la primera de sus víctimas, quien pretendía venderle una moto. Tras preguntarle por su condición de militar, lo asesina con dos tiros tras decirle: «tu matas a mis hermanos, yo te mato». También le vemos abatir a los soldados de Montauban en una escena extremadamente violenta y escapando con una motocicleta al grito de «!Alá es grande!».
Finalmente, cometiendo la matanza de la escuela judía el pasado lunes por la mañana.
Con Mohammed Merah muerto, se archivan los cargos contra él, pero « Las investigaciones no se dan por concluidas, hasta que tengamos la certeza de que él es el único autor de los tres asesinatos; ahora nos centramos en la búsqueda de cualquier cómplice que le hubiera podido convencer o facilitado los actos ».

## Repercusiones
Esta serie de ataques tuvo lugar durante la campaña de las elecciones presidenciales. El 19 de marzo se cancelaron algunas actividades políticas enmarcadas en la campaña electoral. También se activó el plan Vigipirate al nivel escarlata (el máximo nivel de alerta).

### Propuesta de cambios en la Ley
El presidente francés Nicolas Sarkozy propuso el jueves 22 de marzo de 2012 una nueva ley para endurecer las medidas antiterrorista, y ha anunciado un paquete de iniciativas para evitar que se reproduzca esta situación: en adelante, se perseguirá penalmente a quienes propaguen “ideas extremistas”, a quienes consulten en Internet páginas que “hagan apología del terrorismo”, y a quienes se trasladen al extranjero para ser adoctrinados en ideologías que conduzcan al terrorismo”.
Temor
Periodistas y jurisconsultos están inquietos. "Tratar de criminalizar una visita --una simple visita-- a un sitio de Internet es algo que parece desproporcionado", sostuvo Lucie Morillon, quien preside el grupo Reporteros sin Fronteras. "Lo que nos preocupa en especial es cómo se va a saber quién está mirando qué sitio. ¿Este anuncio significa la instalación en Francia de un sistema global de vigilancia en Internet?",